# هرد ۳۰۲۳
سیارک ۳۰۲۳ (به انگلیسی: 3023 Heard، نامگذاری:1981JS) سه هزار و بیست و سومین سیارک کشف شده‌است که در ۵ مه ۱۹۸۱ کشف شد.
قدر مطلق سیارک برابر ۱۳٫۶۰ است.